# Hylomyscus walterverheyeni
Hylomyscus walterverheyeni és una espècie de mamífer rosegador de la família dels múrids. Són rosegadors de petites dimensions, amb una llargada de cap a gropa de 74 a 103 mm, una cua de 112 a 150 mm, peus de 12 a 21 mm i orelles de 13 a 16 mm. Aquesta espècie es troba al Gabon, al Camerun occidental, a la República Democràtica del Congo i a la República Centreafricana meridional i sud-occidental. Viu en boscos primaris no alterats i en boscos secundaris tant perennes com semi-caduques.